# Желторанги
Желтора́нги (каз. Желтораңғы) — село у складі Балхаського району Алматинської області Казахстану. Адміністративний центр Желторангинського сільського округу.
Населення — 1458 осіб (2021; 1725 у 2009, 1717 у 1999, 1872 у 1989).